# رودريغو البيتاتا
رودريغو البيتاتا (10 سبتمبر 1977 في كوريتيبا في البرازيل – )؛ هو لاعب كرة قدم سابق كان يلعب كلاعب وسط.

## وصلات خارجية
- رودريغو البيتاتا على موقع رابطة كرة القدم اليابانية للمحترفين (اليابانية)
- رودريغو البيتاتا على موقع قاعدة بيانات كرة القدم.إي يو (الإنجليزية)
- رودريغو البيتاتا على موقع Soccerway.com (الإنجليزية)
- رودريغو البيتاتا على موقع عالم كرة القدم.نت (الإنجليزية)